# 俄亥俄县 (肯塔基州)
俄亥俄縣（英語：Ohio County）是美國肯塔基州西部的一個縣。面積1,546平方公里。根據美國2000年人口普查，共有人口22,916人。哈特福 (Hartford)為其縣治所在。
成立於1798年12月17日，以俄亥俄河命名。本縣為一禁酒的縣。